# Estación Tamuín
Estación Tamuín o "la estación" es una localidad y antigua estación de ferrocarril, está localizada en el municipio de Tamuín, en el estado mexicano de San Luis Potosí.
Tiene una población de 1280 habitantes Según el II Conteo de Población y Vivienda de 2020. Está a 9 km de Tamuín, a 100 km de Tampico, a 223 km de la Ciudad de San Luis Potosí y a 304 km de la Ciudad de México.

## Historia de la estación
La estación Rodriguéz Guerrero (hoy Tamuín) se edificó sobre la línea Chicalote-San Luis-Tampico y la Barra del Ferrocarril Central Mexicano por medio de la concesión número 17 del 8 de septiembre de 1880.
El 14 de febrero de 1878 se celebró un contrato con el señor Benigno Arriaga, representante del Gobierno del Estado de San Luis Potosí, para la construcción de un ferrocarril de esa ciudad y el límite del Estado con el de Tamaulipas, en un punto inmediato a Tantoyuquita, o a otro lugar, pudiendo dicho ferrocarril tocar las ciudades de Cerritos y Valle del Maíz, por la vía principal o por los ramales que partirían de los puntos más convenientes.
El 12 de octubre de 1880, la legislatura del Estado de San Luis Potosí autorizó al ejecutivo del mismo, para traspasar la concesión del ferrocarril de Tampico a Tantoyuquita a la compañía o compañías que se organizaran al efecto. Esta línea fue inaugurada el 15 de abril de 1890.